# Bonneville, Haute-Savoie
Bonneville (provansalsko Bônavela) je naselje in občina v vzhodni francoski regiji Rona-Alpe, podprefektura departmaja Zgornja Savoja. Leta 2009 je naselje imelo 11.874 prebivalcev. 

## Geografija
Kraj leži v Savoji ob sotočju rek Arve in Borne, 40 km severovzhodno od Annecyja.

## Administracija
Bonneville je sedež istoimenskega kantona, v katerega so poleg njegove vključene še občine Brizon, Contamine-sur-Arve, Entremont, Faucigny, Marcellaz-en-Faucigny, Marignier, Mont-Saxonnex, Peillonnex, Le Petit-Bornand-les-Glières, Thyez in Vougy z 35.040 prebivalci.
Naselje je prav tako sedež okrožja, v katerem se nahajajo kantoni Bonneville, Chamonix-Mont-Blanc, Cluses, La Roche-sur-Foron, Saint-Gervais-les-Bains, Saint-Jeoire, Sallanches, Samoëns, Scionzier in Taninges s 178.805 prebivalci.

## Zgodovina
Bonneville je postal središče province Faucigny leta 1310, pred tem v Clusesu. Med francosko revolucijo se je občina imenovala Mont-Molez oz. Mont-Mole.
6. avgusta 1961 se je k občini priključila do tedaj samostojna občina Pontchy, 16. decembra 1964 pa še druga občina, La Côte-d'Hyot.

## Zanimivosti
- Le château de Bonneville, kulturno središče občine,
- utrdba Formand iz 16. stoletja
- steber Karla Feliksa Savojskega ob mostu Pont de l'Europe, poklonitev sardinskemu kralju, vojvodu Savojskemu,
- cerkev v Pontchyju iz 14. stoletja, preoblikovan v 19. stoletju.

## Pobratena mesta
- Racconigi (Italija),
- Staufen im Breisgau (Nemčija),
- Téra (Niger).